# غونار هاينزون
غونار هاينزون (بالألمانية: Gunnar Heinsohn)‏ (و. 1943  م) هو عالم إنسان، واقتصادي، وأستاذ جامعي، وعالم اجتماع ألماني، ولد في غدينيا.